# Brian Rolston
Brian Rolston (ur. 21 lutego 1973 we Flint w stanie, Michigan) – amerykański hokeista, reprezentant Stanów Zjednoczonych. Trzykrotny olimpijczyk.
Jego brat Ron (ur. 1966) także był hokeistą.

## Kariera
- Detroit Compuware Ambassadors (1989–1991)
- Lake Superior State Lakers (1991–1993)
- Albany River Rats (1993–1994)
- New Jersey Devils (1994–1999)
- Colorado Avalanche (1999–2000)
- Boston Bruins (2000–2004)
- Minnesota Wild (2005–2008)
- New Jersey Devils (2008–2011)
- New York Islanders (2011–2012)
- Boston Bruins (2012)

Grał w NHL od 1994, mimo że już w 1991 wziął udział w drafcie, gdzie został wybrany w 1 rundzie z numerem 11 przez New Jersey Devils, jednak nie miał miejsca w składzie tej drużyny i został oddany do drużyny z ligi uniwersyteckiej, a następnie grał w drużynie filialnej. Dopiero w sezonie 1994/95 dostał szansę występów w NHL w zespole New Jersey Devils. Od tej pory Rolston już stale grał w klubach NHL. W trakcie sezonu 1999/2000 Brian Rolston przeszedł do drużyny Colorado Avalanche, jednak nie czuł się tam dobrze i jeszcze w tym samym sezonie przeniósł się do Boston Bruins, gdzie grał do czasu lokautu w NHL. Po wznowieniu rozgrywek przez NHL w 2005 został zawodnikiem Minnesota Wild, gdzie grał z powodzeniem przez kilka lat. W latach 2008–2011 był hokeistą drużyny New Jersey Devils. Od lipca 2011 zawodnik New York Islanders, a od lutego 2012 w Boston Bruins, z którym grał do końca sezonu NHL (2011/2012). W kolejnym sezonie NHL nie wystąpił i po nim, 30 kwietnia 2013 ogłosił zakończenie kariery zawodniczej.
Z reprezentacją Stanów Zjednoczonych uczestniczył w turniejach zimowych igrzyskach olimpijskich 1994, 2002, 2006, Pucharu Świata 1996 oraz mistrzostw świata w 1996.

## Sukcesy

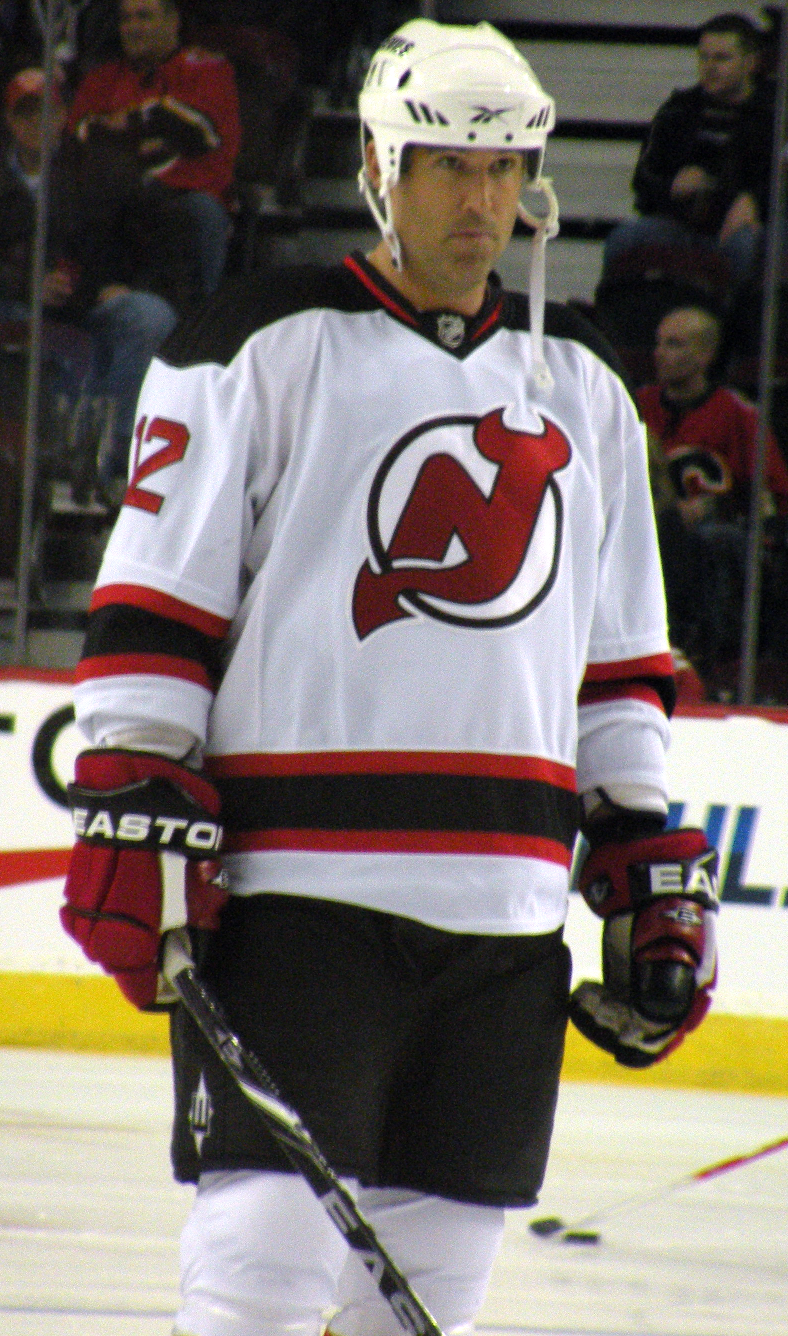
Brian Rolston w barwach New Jersey Devils (2010)

Reprezentacyjne
- Brązowy medal mistrzostw świata juniorów do lat 20: 1992
- Brązowy medal mistrzostw świata: 1996
- Złoty medal Pucharu Świata: 1996
- Srebrny medal zimowych igrzysk olimpijskich: 2002

Klubowe
- Mistrzostwo NCAA (CCHA): 1992, 1993
- Mistrzostwo dywizji NHL: 1997, 1998, 1999, 2009, 2010 z New Jersey Devils, 2002, 2004 z Boston Bruins, 2008 z Minnesota Wild
- Mistrzostwo konferencji NHL: 1995 z New Jersey Devils
- Prince of Wales Trophy: 1995 z New Jersey Devils
- Puchar Stanleya: 1995 z New Jersey Devils